# ガリバルディ (装甲巡洋艦)

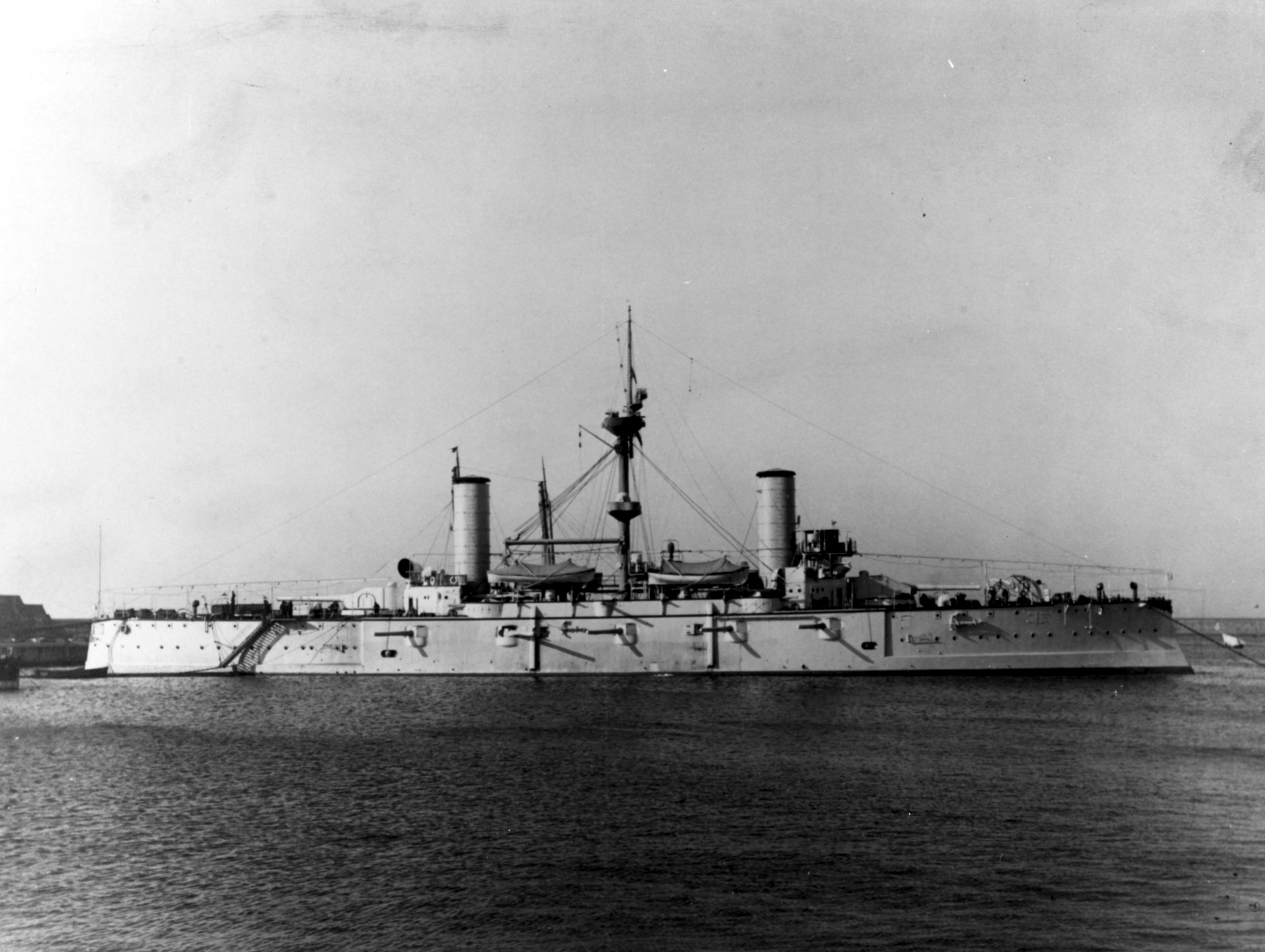

ガリバルディ（Garibaldi）はアルゼンチン海軍の装甲巡洋艦。ガリバルディ級。艦名はイタリアのジュゼッペ・ガリバルディにちなむ。
イタリアのアンサルド社でイタリア海軍向けの「ジュゼッペ・ガリバルディ（Giuseppe Garibaldi）」として建造されていた艦を購入したものである。1895年5月27日進水。同年7月14日にアルゼンチンが購入した。価格は75万ポンドで、4回の分割払いであった。南アメリカの戦争においてアルゼンチン政府と敵対する側であったガリバルディの名が艦名に残されたが、その理由については、アルゼンチンに多くやって来ていたイタリア人移民を喜ばせるためだったのだろう、という意見がある。「ガリバルディ」は1896年10月12日にアルゼンチンに引き渡され、12月10日にブエノスアイレスに到着した。
1917年に練習艦、1921年に砲術学校艦（Artillery School ship）となる。1932年海防艦に類別変更。1934年3月20日除籍。1936年11月5日に売却され、その後解体された。
全長328フィート（100m）、水線長344フィート2インチ（104.90m）、幅59フィート8インチ（18.19m）。常備排水量6773英トン。満載排水量6840T(tone)で、うち船体が2635T、兵装が514.6T、装甲が1207T、機関（水を含む）が1100Tであった。
3段膨張機関2基、円缶8基、2軸推進。出力13000ihpで速力20ノット。
兵装はアームストロング40口径10インチ砲2門、40口径6インチ砲10門、40口径4.7インチ砲6門、6ポンド砲10門、18インチ水上魚雷発射管4門、または40口径254mm砲2門、40口径152mm砲10門、ホチキス57mm速射砲10門、マキシム37mm機関砲8門、456mm水上魚雷発射管4門、もしくは40口径254mm砲2門、40口径152mm砲10門、44口径120mm砲6門、6ポンド砲10門、457mm魚雷発射管4門。
装甲はハーヴェイ鋼で、装甲帯5.9から3.1インチ、バーベット5，9インチ、砲塔5，9インチ、司令塔5，9インチ。